# 1348-as friuli földrengés
Az 1348-as friuli földrengés január 25-én késő délután tört ki, és mintegy két percig tartott. Epicentruma a mai Friuli-Venezia Giulia (Olaszország) és Karintia (Ausztria) tartományok határa mentén lehetett. (Más, korábbi feltevések szerint a karintiai Villach város közelében.) Pusztítása a Keleti-Alpokra és az Appennini-félszigetre terjedt ki (egészen Nápolyig); s mintegy 5-10 ezer halálos áldozatot követelt. A korabeli feljegyzések tanúsága szerint a földrengés az Észak-Itáliát ugyanekkor elérő fekete halállal összekapcsolódva apokaliptikus hangulatot keltett.

## A földrengés
Ch. Hammerl a károkról nyert információkat a térség más szeizmikus eseményeivel (pl. az 1976-os friuli földrengéssel) összevetve arra a következtetésre jutott, hogy az 1348-as földrengés epicentruma a korábbi feltételezésekkel ellentétben nem a karintiai Villach közelében, hanem az olasz Friuli tartományban, Tolmezzo és Gemona településektől keletre volt. Tóth László (MTA Geodéziai és Geofizikai Kutatóintézet) és munkatársai az epicentrumot szintén erre a környékre, az é. sz. 46° 30′ 15″, k. h. 13° 26′ 58″46.504297°N 13.449317°E koordináták 20 km-es körzetébe helyezik.
A földmozgás mintegy 2 percig tartott: a pontos adat Giovanni de Parma trenti prebendáriusnak köszönhető, aki leírja, hogy a rengés alatt három Miatyánkot és három Üdvözlégyet lehetett volna sietség nélkül elmondani.

## Károk és áldozatok
Hammerl szerint a károk mértéke a Mercalli-skálán IX-es vagy X-es besorolást kapott volna.
A földrengés nyomában a Dobratsch (más néven Villachi Alpok) hegyoldalaiban kőomlások és földcsuszamlások keletkeztek, amelyek többek mellett Villach városát is elérték. A legnagyobb, Ch. Bonnard által 30 millió m3-esnek becsült hegyomlás Arnoldstein és Villach között eltorlaszolta a Gail folyó 2,5 km széles völgyét. A természetes gát mögött a folyó a hegyomlástól megmenekült településeket elöntötte, majd az akadályt hamarosan legyőző víz a völgy alsóbb részein is pusztított.
Velencében több épület elpusztult, több százan meghaltak.
Rómában is több épületben keletkezett kár. A 6. századi Santi Apostoli-bazilikát csak egy emberöltő múltán építették újjá és vették használatba. A Torre delle Milizie egy felső emelete összeomlott, a torony ma is látható ferdesége ennek köszönhető. A Santa Maria Maggiore-bazilikában is súlyos károk keletkeztek.[forrás?]

## A katasztrófa történeti forrásai
A természeti katasztrófák közül általában is a földrengésekről lelhető fel a legtöbb írásos emlék, az 1348-as eseményt azonban kivételesen sok, több mint 170 forrás említi. Egyes városokról több forrás is a történészek rendelkezésére áll (Udinéről három, Aquileiáról, Velencéről és Páduáról pedig egyaránt négy).
Az 1348-as földrengésre vonatkozó írásos emlékek legátfogóbb vizsgálatát Christa Hammerl végezte el: miután a térségben később lezajlott földrengések alapján hozzávetőlegesen meghatározta a pusztítás kiterjedését, az érintett terület levéltáraiban és könyvtáraiban 110 dokumentumot kutatott fel és vizsgált át.
Villachtól északra csupán kilenc forrás írja le magát a földrengést, a katasztrófa híre azonban Nyugat- és Közép-Európa jó részét bejárta, olyan távoli városokba is eljutott, mint Lübeck, Gdańsk és Krakkó. Az Alpoktól északra a források túlnyomó része kolostorokban készült, a hír tehát a szerzetesrendek (főként a bencések és a ciszterciek) kapcsolati hálóin keresztül terjedhetett. (A bencések arnoldsteini kolostorát ért károkról utazó szerzetesek számolhattak be, a ciszterci intézményekbe – pl. a gdański oliwai apátságba – pedig az ekkortájt Franciaországban tanácskozásra összegyűlt apátok vihették a hírt.)
Villachtól délre a földrengéssel inkább világi forrásokban találkozni. Itáliát a hír főleg kereskedők száján járhatta be.
Az egyik legjobb forrás a Villachban történtekről számol be. Andreas von Regensburg (1380-1438) három szemtanú, Heinreich der Sterner és Hainreich Pawnburger regensburgi, valamint Stockner prágai kereskedők elbeszélése alapján jegyezte le a következőket:
A földrengés olyan heves volt, hogy Villachot elpusztította, az erőd falai, a kolostor és a templom(ok), [valamint] tizenegy [lőrések közötti] falszakasz kivételével minden fal és torony összeomlott. A város közepén a föld meghasadt, és kéntől bűzlő víz tört a felszínre, majd visszafolyt a mélybe. Krajnában és Karintiában elpusztult Kellerberg vára, az arnoldsteini kolostor és további harminchat erődítmény. Földcsuszamlások voltak, és az általuk feltartóztatott víz tíz négyzetmérföldnél is nagyobb területet öntött el. A földrengés [ti. az utórengések] nyolc napig tartott, és olyan mély repedéseket hozott létre, amelyekben egy ember övmagasságig eltűnt.
A kellerbergi, arnoldsteini és villachi pusztítást a Chronicon Anonymi Leobiensis is említi.
Egy másik értékes forrás „néhány szavahihető firenzei kereskedő” 1348 februári levelének másolata, amelyet Giovanni és Matteo Villani krónikája őrzött meg. Az észak felé tartó firenzeiek az egyik Alpokon át vivő kereskedelmi út mentén látottakról és hallottakról számolnak be, levelükből számos település (Sacile, San Daniele, Ragogna, Gemona, Venzone, Tolmezzo, Wasserleonburg, Federaun, Villach, Arnoldstein, Ossiach és Feldkirchen) állapotáról képet kaphatunk. Ők maguk Udinében vészelték át a földrengést, ahol a bankárok a világvége közeledtétől tartva nyolc napig elengedték adósaik kamatjait. A kereskedők és G. Villani szintén isteni jelnek, az utolsó ítélet hírhozójának látták a katasztrófát.
A földrengés hozzávetőleges időtartamát és egy előrengés leírását tartalmazza a trenti Giovanni de Parma beszámolója:
Tudja meg mindenki, aki hallani kívánja, hogy az Urunk születése utáni 1348. évben január 25-én, vagyis Szent Pál apostol megtérésének napján vecsernye ideje körül előbb egy jelentéktelen, majd utána jóformán szünet nélkül egy másik földrengés történt, amely olyan erősségű volt, hogy a S. Maria harangtornya a lökések hatására ide-oda hajlott, olyannyira, hogy harangjai is megszólaltak, a keresztelő medencékből pedig kiloccsant a szenteltvíz. A földrengés oly sokáig tartott, hogy akár három Miatyánkot és három Üdvözlégyet is sietség nélkül el lehetett volna mondani.
A rengést Veronában átélő Francesco Petrarca az esemény után húsz évvel így emlékezett vissza Guido Sette genovai érseknek írt levelében:
…alkonyat felé járt az idő, amikor Itália és Germánia nagy részén oly félelmetes rengés kezdődött, hogy az ilyesmiről mit sem tudók közül sokan úgy vélték, közeledik a világ vége. Én veronai könyvtáramban ültem akkor, és bár az efféle dolgok nem voltak teljesen ismeretlenek számomra, a váratlan, új történések jócskán zavarba ejtettek. A padló remegett a talpam alatt, s amikor a könyvek minden oldalon egymásnak ütődtek és potyogni kezdtek, megijedtem, és kisiettem a szobából, és láttam a szolgákat és hamarosan másokat is riadtan összevissza rohangászni. Arcaik halálos sápadtak voltak.
A Villani testvérek krónikájából és a Petrarca-levélből is látható, hogy a földrengést és a nyomában érkező pestisjárványt sokan isteni büntetésnek, az Apokalipszis előjelének tartották. Teológusok, tudósok és más tanult emberek körében azonban ez a nézet korántsem volt annyira elterjedt: akármekkora pusztítást is végzett, a járvány nem tűnt világméretűnek, és útja során egész városokat megkímélt, míg másokat elnéptelenített. Megenbergi Konrád a földrengést követő évben, 1349-ben készítette el az első középfelnémet nyelvű természettudományos összefoglalót Buch der Natur (A természet könyve) címen, amelyben azt a mások által is hangoztatott feltételezést adja elő, miszerint a földrengés során megrepedt földkéregből felszabadult gázok felelősek a betegség megjelenéséért és terjedéséért.